# Stanišinci
Stanišinci (szerbül: Станишинци), település Szerbiában, a Raškai körzet Vrnjačka Banja-i községében.

## Népesség
- 1948-ban 934 lakosa volt.
- 1953-ban 935 lakosa volt.
- 1961-ben 922 lakosa volt.
- 1971-ben 772 lakosa volt.
- 1981-ben 665 lakosa volt.
- 1991-ben 473 lakosa volt.
- 2002-ben 391 lakosa volt, akik közül 387 szerb (98,97%), 1 horvát, 1 jugoszláv, 1 magyar (0,25%) és 1 montenegrói.